# Palić-See
Der Palić-See (serbisch-kyrillisch Палићко језеро, kroatisch Palićko jezero, ungarisch: Palicsi-tó, dt. veraltet: Palitsch-See) ist ein etwa 6 km² großer natürlicher See im äußersten Norden Serbiens. Er wurde nach der Stadt Palić benannt, welche die größte und zugleich einzige Stadt am Ufer des Sees ist. Der Palić-See ist ein Naherholungsgebiet für die Bewohner der nur acht Kilometer entfernten Stadt Subotica. Seine Uferlänge beträgt 17 km, die größte Tiefe 3,5 m. Der See liegt 101 m über dem Meeresspiegel.